# Asyngenes chalceolus
Asyngenes chalceolus är en skalbaggsart som beskrevs av Bates 1880. Asyngenes chalceolus ingår i släktet Asyngenes och familjen långhorningar.
Artens utbredningsområde är:
- Guatemala.
- Honduras.
- Panama.
- Venezuela.

Inga underarter finns listade.